# Білик Павло Вікторович
Павло́ Ві́кторович Бі́лик (нар. 15 листопада 1968, Київ) — український живописець; член Національної спілки художників України з 1999 року.

## З біографії
Народився 15 листопада 1968 року в місті Києві (нині Україна). Син художника Віктора Білика. 1994 року закінчив Українську академію мистецтв, де навчався у Віри Баринової, Володимира Болдирєва, Василя Гуріна, Василя Забашти, Віктора Шаталіна.
Мешкає у Києві в будинку на вулиці Миколи Василенка, № 14.

## Творчість
Працює в галузі станкового живопису. Серед робіт:
- «Літній букет» (1990);
- «Синій букет» (1990);
- «Козак Мамай» (1992);
- «Ей там, на баржі» (1993);
- «Христос» (1994);
- «Натюрморт» (1995);
- «Відображення» (1995);
- «Спогади про дитинство» (1995);
- «Натюрморт із кактусом» (1996);
- «Андріївський узвіз» (1996);
- «Букет» (1996);
- «Україна» (1996);
- «Новий світ» (1998);
- «Мис Херсонес» (1999);
- «Кримські гранати» (2000);
- «Відмінно» (2001).

Твори зберігаються в музеї Національної академії образотворчого мистецтва і архітектури, приватних колекціях в Україні та за кордном.